# Copa do Mundo de Críquete de 1983
A Copa do Mundo de Críquete de 1983 foi a terceira edição do torneio e foi realizada na Inglaterra.

## Países Participantes
| África     | Américas            | Ásia                            | Europa       | Oceania                     |
| ---------- | ------------------- | ------------------------------- | ------------ | --------------------------- |
| - Zimbabwe | - Índias Ocidentais | - Índia - Paquistão - Sri Lanka | - Inglaterra | - Austrália - Nova Zelândia |

## Resultados

### Grupo A
| Time          | Pts | J | V | D | SR | PC    |
| ------------- | --- | - | - | - | -- | ----- |
| Inglaterra    | 20  | 6 | 5 | 1 | 0  | 4.671 |
| Paquistão     | 12  | 6 | 3 | 3 | 0  | 4.014 |
| Nova Zelândia | 12  | 6 | 3 | 3 | 0  | 3.927 |
| Sri Lanka     | 4   | 6 | 1 | 5 | 0  | 3.752 |

### Grupo B
| Time              | Pts | J | V | D | SR | PC    |
| ----------------- | --- | - | - | - | -- | ----- |
| Índias Ocidentais | 20  | 6 | 5 | 1 | 0  | 4.308 |
| Índia             | 16  | 6 | 4 | 2 | 0  | 3.870 |
| Austrália         | 8   | 6 | 2 | 4 | 0  | 3.808 |
| Zimbabwe          | 4   | 6 | 1 | 5 | 0  | 3.492 |

### Fase Final
|  | Semifinal                                             | Semifinal         |     |  | Final                                        | Final |  |
|  |                                                       |                   |     |  |                                              |       |  |
|  | 22 de Junho - Old Trafford Cricket Ground, Manchester |                   |     |  |                                              |       |  |
|  | Inglaterra                                            | 213               |     |  |                                              |       |  |
|  | Índia                                                 | 217/4             |     |  |                                              |       |  |
|  |                                                       |                   |     |  |                                              |       |  |
|  |                                                       |                   |     |  | 25 de Junho - Lord's Cricket Ground, Londres |       |  |
|  |                                                       |                   |     |  | Índia                                        | 183   |  |
|  |                                                       | Índias Ocidentais | 140 |  |                                              |       |  |
|  |                                                       |                   |     |  |                                              |       |  |
|  |                                                       |                   |     |  |                                              |       |  |
|  |                                                       |                   |     |  |                                              |       |  |
|  | 22 de Junho - The Oval, Londres                       |                   |     |  |                                              |       |  |
|  | Paquistão                                             | 184/8             |     |  |                                              |       |  |
|  | Índias Ocidentais                                     | 188/2             |     |  |                                              |       |  |